# Nose art

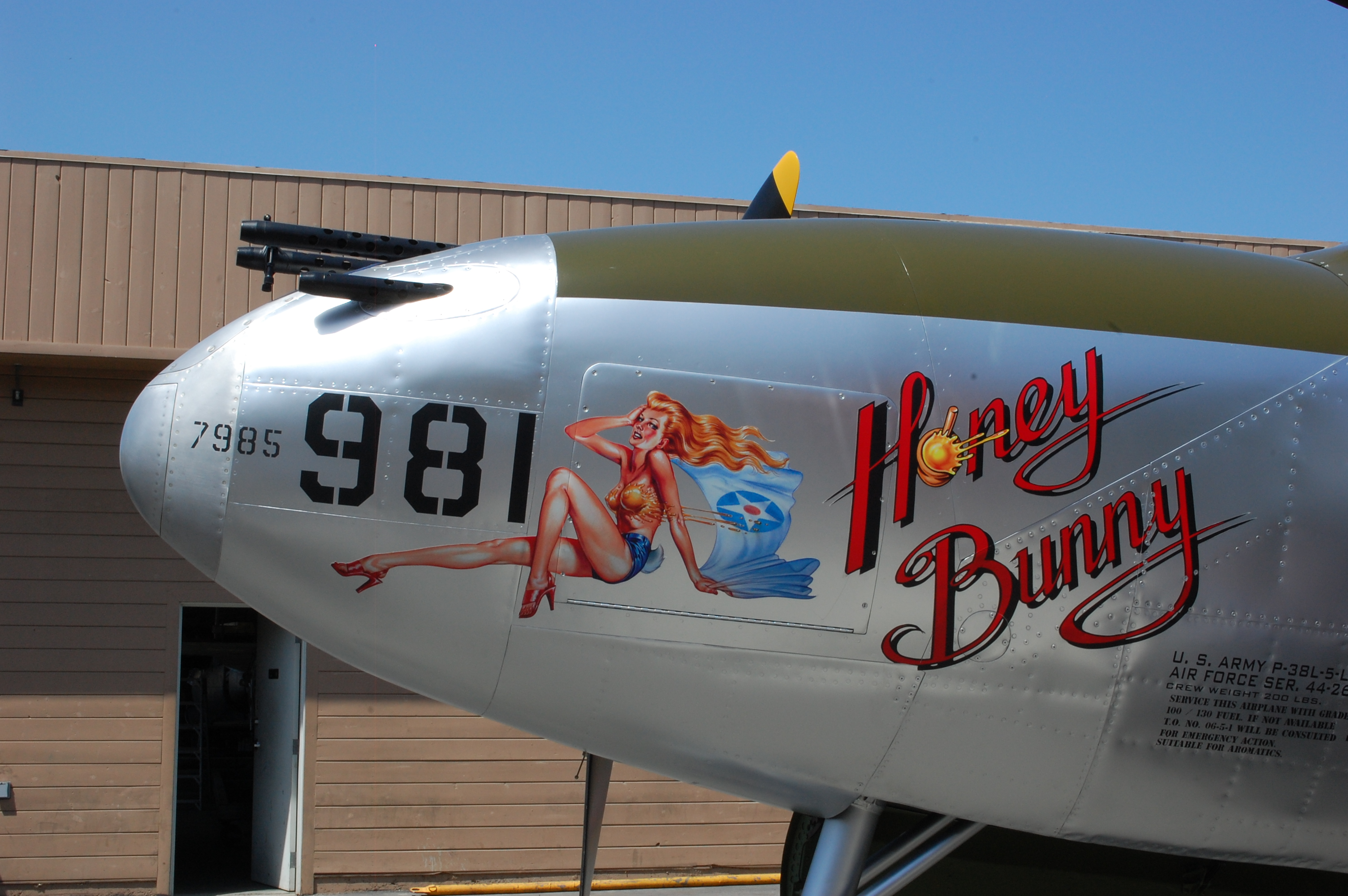
«Honey Bunny», un Lockheed P-38 Lightning.

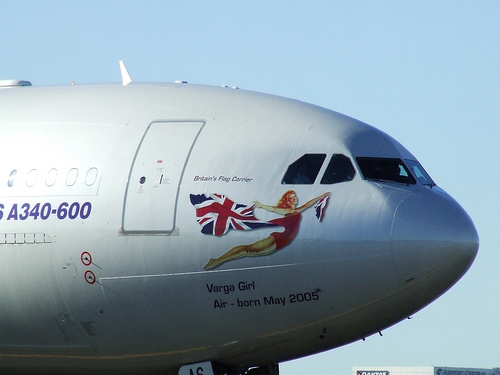
Nose art del Virgin Atlantic A340-600 G-VGAS.

El nose art (en inglés literalmente ‘arte en la nariz’, refiriéndose al morro o parte delantera) es una pintura o diseño decorativo en el fuselaje de una aeronave, generalmente en el frente del fuselaje.
Si bien comenzó por razones prácticas de identificación de unidades aliadas, la práctica evolucionó para expresar la individualidad que a menudo se veía limitada por la uniformidad de los militares, para evocar recuerdos de la vida en el hogar y la paz, y como una especie de protección psicológica contra las tensiones de la guerra y el riesgo de muerte. La demanda, en parte, provenía del nose art que no se aprobó oficialmente, incluso cuando no se aplicaron las normas contra ella.
Por su carácter individual y extraoficial, es considerado arte folclórico, inseparable del trabajo y representativo de un grupo. También se puede comparar con grafitis sofisticados.  En ambos casos, el artista es por lo general anónimo y el arte en sí mismo es efímero. Además, se basa en materiales disponibles de manera inmediata.
El arte de la nariz es en gran medida una tradición militar, pero los aviones civiles de pasajeros operados por el grupo Virgin Group tienen a las «Virgin Girls» (chicas Virgin) pintadas en el morro como parte de su librea. En un sentido amplio, el arte de cola de varias aerolíneas, como el esquimal de Alaska Airlines, puede ser llamado nose art, al igual que las marcas de cola de los escuadrones actuales de la Armada de los Estados Unidos. Hubo excepciones, incluyendo la Eighth Air Force, el 301st Air Refueling Wing B-17F «Whizzer», que tenía a su chica cabalgando una bomba en la aleta dorsal.

## Historia

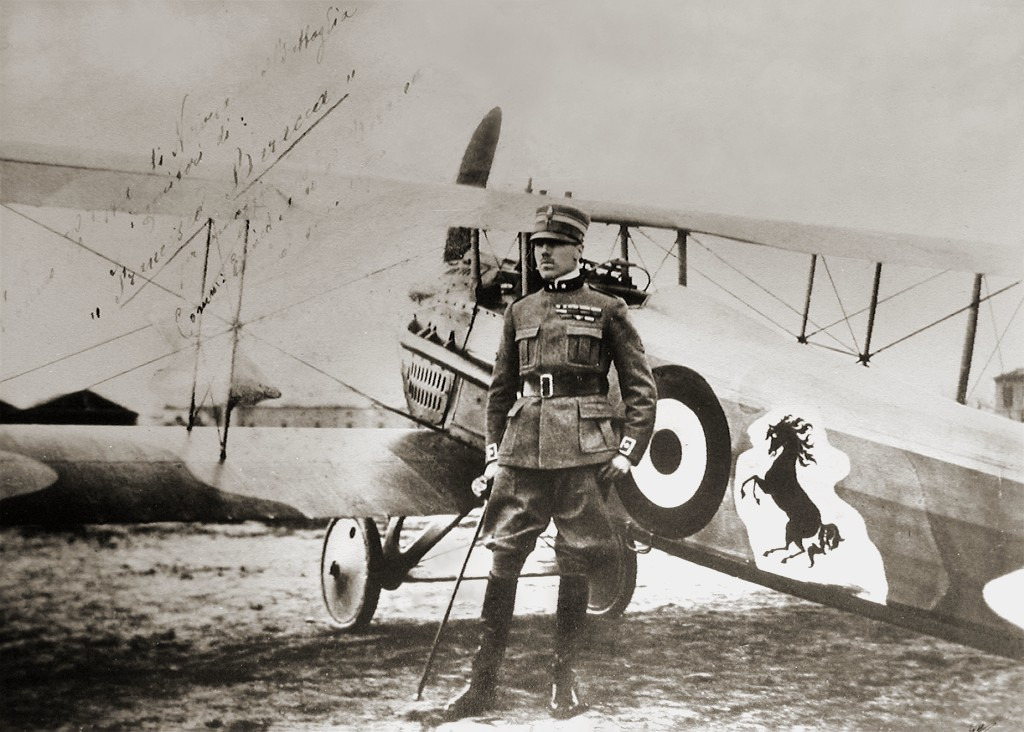
El conde Francesco Baracca y su SPAD S. VII, con el cavallino rampante que inspiró el emblema Ferrari.

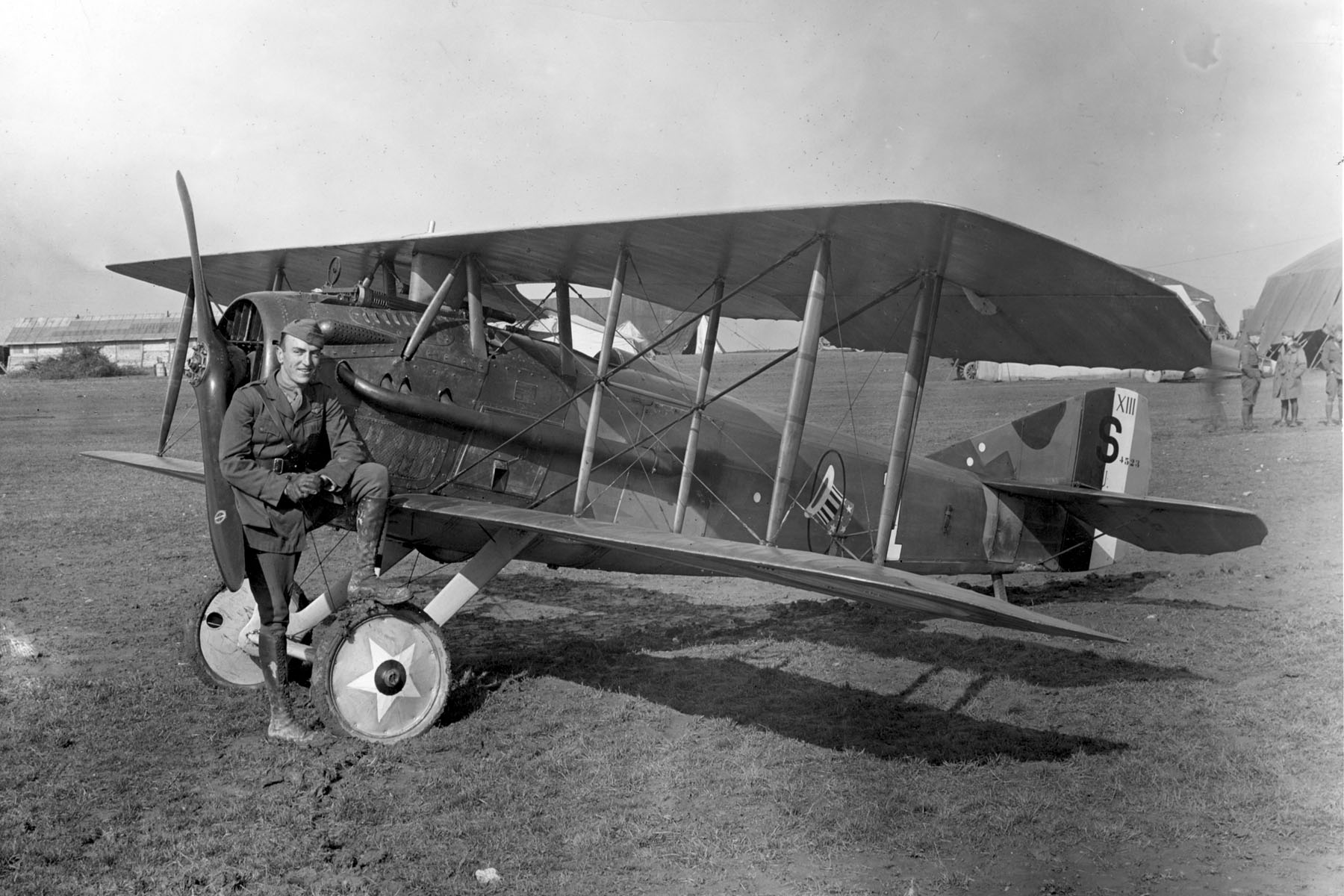
Eddie Rickenbacker con SPAD S. XIII (obsérvese la insignia de «Sombrero en el aro» del 94.º Escuadrón Aéreo), Francia, 1918.

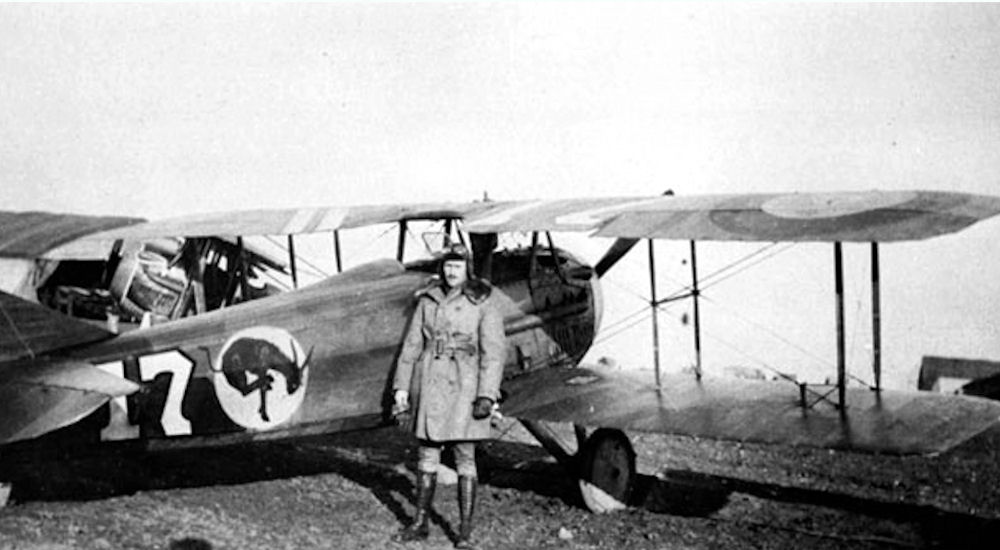
Caza Spad S. XIII del 95.º Escuadrón Aéreo con la insignia de la «Mula coceando», Francia, 1918.

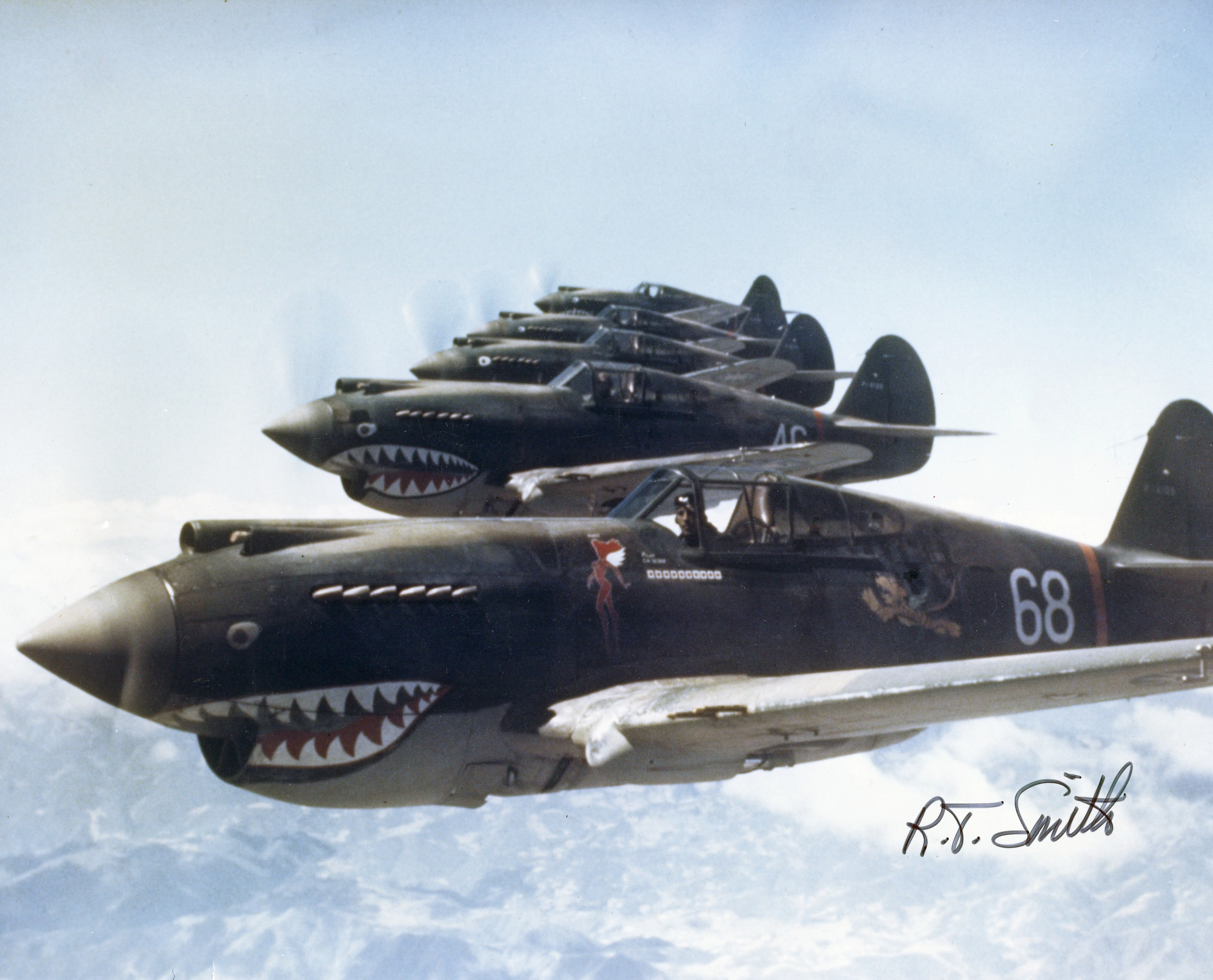
Hell's Angels, el tercer escuadrón del primer Grupo de Voluntarios Estadounidenses, los «Tigres Voladores», 28 de mayo de 1942.

La decoración personalizada de aviones de combate comenzó con pilotos italianos y alemanes. La primera muestra de arte de nose art registrada fue un monstruo marino pintado en un hidroavión italiano en 1913. Esto fue seguido por la práctica popular de pintar una boca debajo de la hélice, iniciada por pilotos alemanes en la Primera Guerra Mundial. El caballo rampante del as italiano Francesco Baracca era otra imagen conocida. El arte de la nariz de aquella época fue a menudo concebido y producido no por los pilotos, sino por las tripulaciones de tierra de los aviones.
Otros ejemplos de la Primera Guerra Mundial fueron el «Sombrero en el aro» del escuadrón Aero 94.º de Estados Unidos (atribuido al teniente Johnny Wentworth) y la «mula pateando» del escuadrón Aero 95.°. Esto siguió la política oficial, establecida por el Jefe del Servicio Aéreo de la Fuerza Expedicionaria Estadounidense, el general Benjamin Foulois, el 6 de mayo de 1918, que exigía la creación de una insignia de escuadrón claramente identificable. El nose art más famoso de todos es quizás la insignia de la cara de tiburón hecho famoso por el primer Grupo de Voluntarios Estadounidenses (AVG, los Tigres Voladores), que apareció por primera vez en la Primera Guerra Mundial en un Sopwith Dolphin británico y un LFG Roland C.II alemán, aunque a menudo con un efecto más cómico que amenazante. Tres décadas después, los pilotos británicos lo vieron en aviones alemanes durante la Segunda Guerra Mundial. El AVG en China decidió pintar bocas de tiburón en sus P-40B después de ver en un periódico la foto a color de un caza P-40 del N.º 112 Squadron RAF en el norte de África con una boca de tiburón pintada. La versión británica en sí misma fue inspirada por el nose art de sharkmouth ‘boca de tiburón’ (sin ojos) en los cazas pesados Bf 110 de ZG 76.
Mientras que el nose art de la Primera Guerra Mundial solía estar adornado con insignias de escuadrones extravagantes, el verdadero nose art apareció durante la Segunda Guerra Mundial, considerada por muchos observadores como la edad de oro del género, con la participación de pilotos del Eje y los Aliados. En el momento álgido de la guerra, los artistas del nose art tenían una gran demanda en la USAAF y recibían buenos salarios por sus servicios, mientras que los comandantes de la AAF toleraban el nose art en un esfuerzo por levantar la moral de la tripulación aérea. La Armada de los EE. UU., por el contrario, prohibió el nose art, el más extravagante se limitó a unos pocos nombres de letra simple, mientras que el nose art era poco común en la RAF o RCAF.
El trabajo era realizado por artistas civiles profesionales, así como talentosos soldados aficionados. En 1941, por ejemplo, el escuadrón de persecución número 39 encargó a un artista de Bell Aircraft que diseñara y pintara el logotipo «Cobra en las nubes» en su aeronave. Tal vez el nose art más perdurable de la Segunda Guerra Mundial fue el motivo de la cara de tiburón, que apareció por primera vez en los Me 110 del Zerstörergeschwader 76 (Ala de cazas pesados 76) de la Luftwaffe que operaban sobre Creta, donde los bimotores Messerschmitt superaron a los biplanos Gloster Gladiator del Escuadrón 112 de la RAF. Los pilotos de la Commonwealth se retiraron a Egipto y fueron reequipados con Curtiss Tomahawk de la misma línea de montaje que construyó aviones de combate para los AVG Tigres Voladores que estaban siendo reclutados para el servicio en China. En noviembre de 1941, los pilotos de AVG vieron un Tomahawk del Escuadrón 112 en un semanario ilustrado y de inmediato adoptaron el motivo de la cara de tiburón para sus propios aviones. Este trabajo fue realizado por los pilotos y el equipo de campo. Sin embargo, la insignia para los Tigres Voladores -un tigre de Bengala alado saltando a través de un símbolo estilizado de V de Victoria- fue desarrollada por artistas gráficos de la Walt Disney Company. 

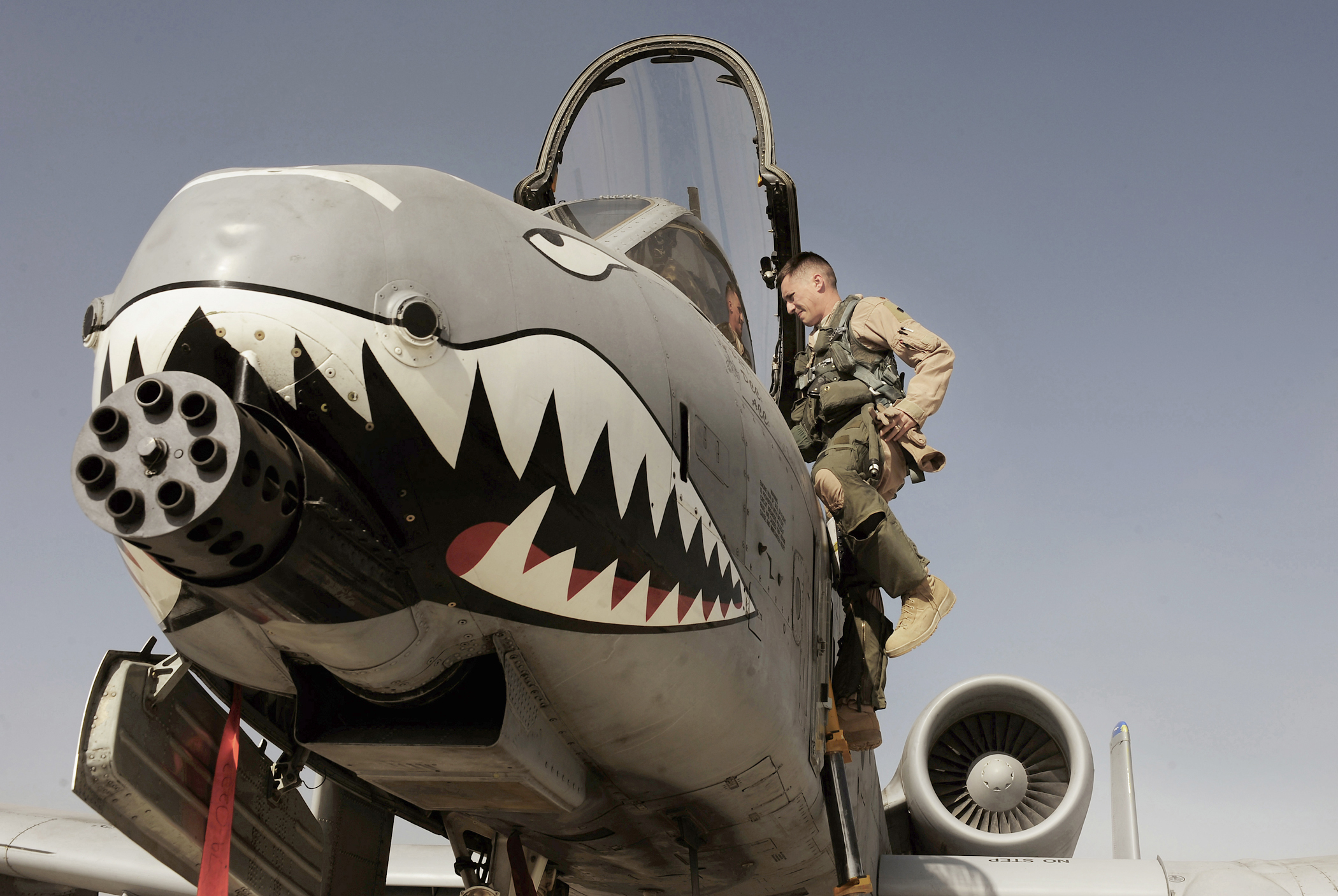
A-10 Thunderbolt II con boca de tiburón, aeródromo de Kandahar, Afganistán, 2011.

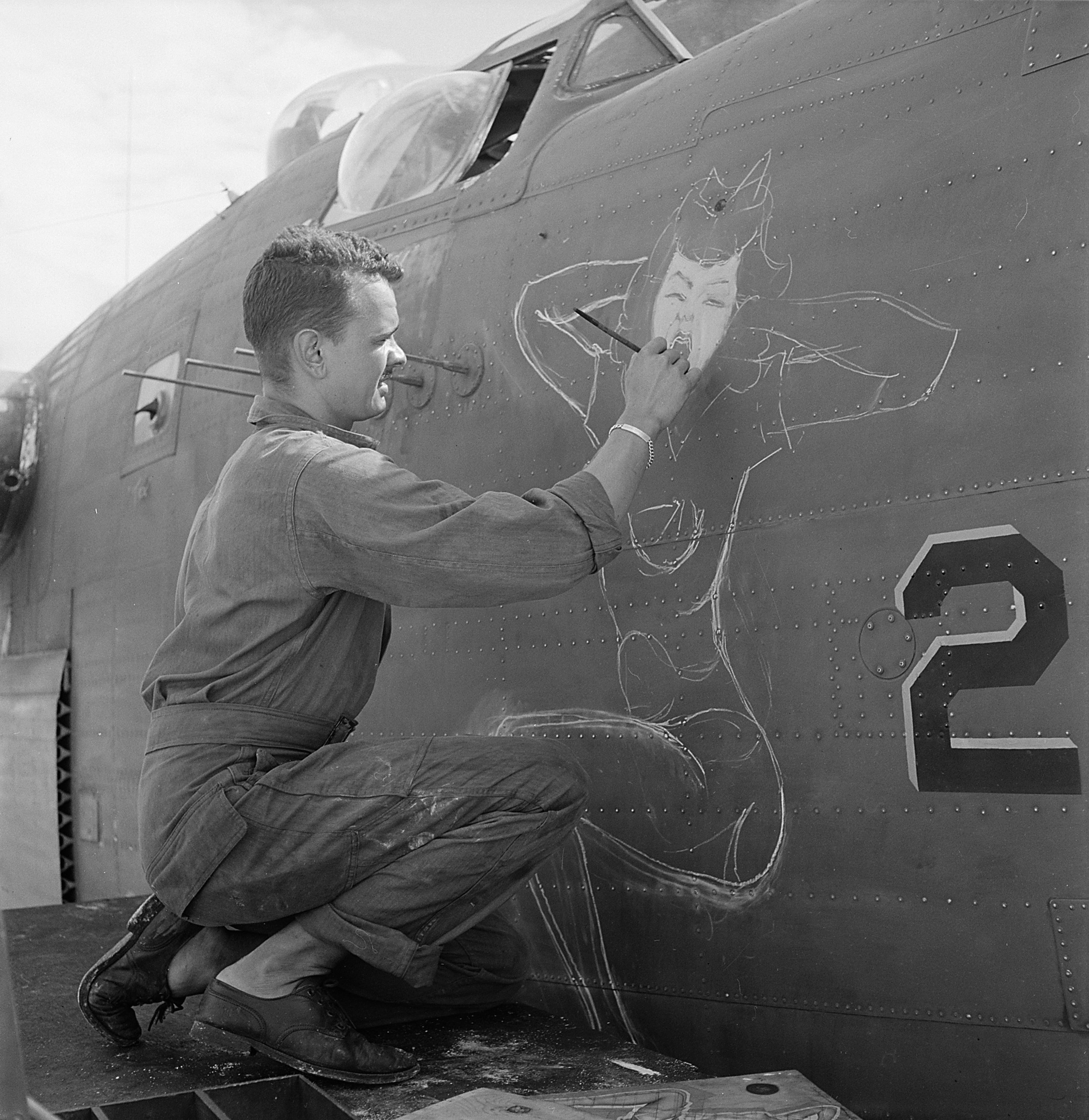
El sargento J.S. Wilson pintando un bombardero en Eniwetok en junio de 1944.

Del mismo modo, cuando en 1943 el 39.° Escuadrón de Cazas se convirtió en el primer escuadrón estadounidense en su teatro con 100 muertes, adoptaron la cara de tiburón para sus P-38 Lightning. La cara de tiburón todavía se utiliza hasta el día de hoy, más comúnmente visto en el A-10 Thunderbolt II (con su enorme mandíbula que lleva a la boca del cañón rotativo GAU-8 Avenger de 30 mm de la aeronave), especialmente los del 23º Fighter Group, la unidad descendiente de AVG, y un testamento a su popularidad como una forma de arte de nariz. 

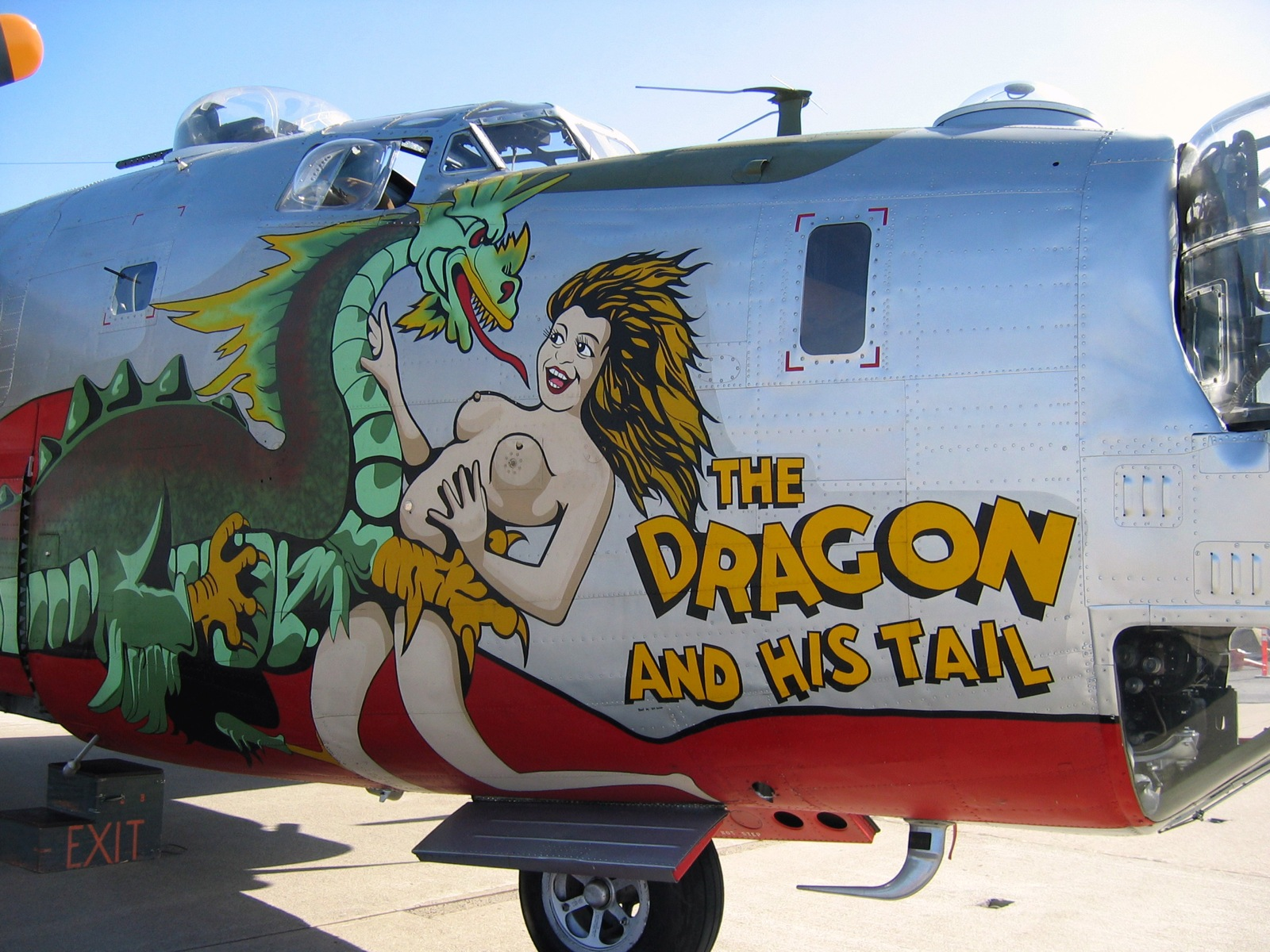
El nose art «El dragón y su cola» en un B-24 Liberator, Moffett Field, 2004 - de 2005 en adelante, Witchcraft (s/n 44-44052).

El trabajo artístico más grande de nose art jamás conocida representada en un avión de combate estadounidense de la Segunda Guerra Mundial fue en un B-24J Liberator, con número de cola 44-40973, que fue llamado  «El dragón y su cola» del 43.er Grupo de Bombardeo del 64.º Escuadrón de Bombardeo de la Quinta Fuerza Aérea de la USAAF, en el Pacífico Sudoccidental, pilotado por un equipo liderado por Joseph Pagoni, con el sargento Sarkis Bartigan como el artista. La ilustración del dragón iba desde el morro justo delante de la cabina, por toda la longitud de los costados del fuselaje, con el cuerpo del dragón representado directamente debajo y justo a popa de la cabina, con el dragón sosteniendo a una mujer desnuda en sus patas delanteras.
Las investigaciones contemporáneas han demostrado que las tripulaciones de bombarderos, que sufrieron altas tasas de bajas durante la Segunda Guerra Mundial, a menudo desarrollaron fuertes vínculos con los aviones que estaban volando, y los decoraron afectuosamente con nose art. Las tripulaciones también creían que el nose art traía suerte a los aviones.
El trabajo artístico de las chicas pin-up de Alberto Vargas de la revista Esquire fue a menudo reproducido o adaptado por equipos de la fuerza aérea y pintado en el morro de aviones estadounidenses y aliados durante la Segunda Guerra Mundial.

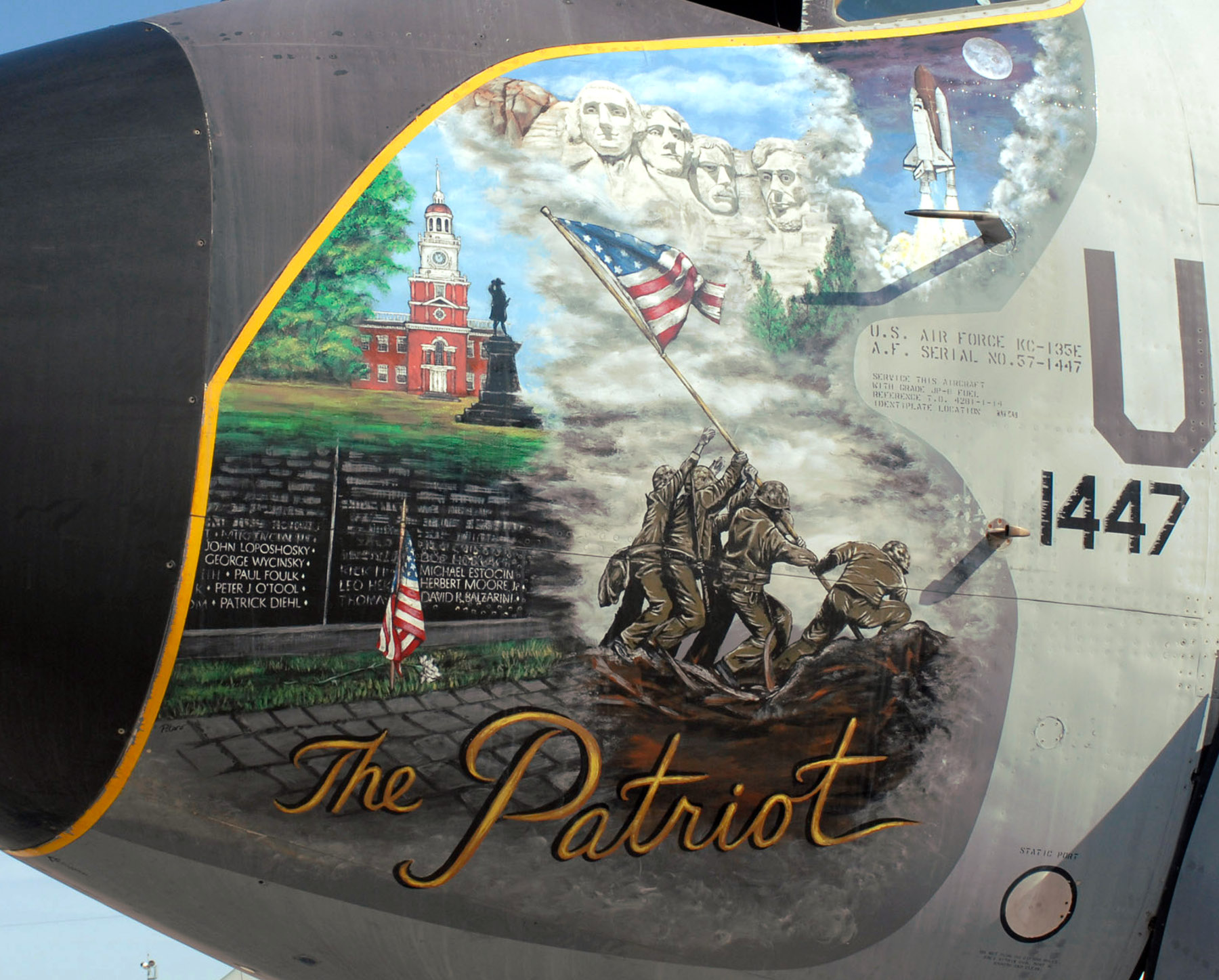
Boeing KC-135E Stratotanker, con base en Sioux City Air National Guard, 2007

En la Guerra de Corea, el nose art era popular entre las unidades que operaban los bombarderos A-26 y B-29, los transportes C-119 Flying Boxcar, así como los cazabombarderos de la USAF. Debido a los cambios en las políticas militares y el cambio de actitudes hacia la representación de las mujeres, la cantidad de nose art declinó después de la guerra de Corea.
Durante la Guerra de Vietnam, los cañoneros AC-130 de los escuadrones de operaciones especiales de la Fuerza Aérea de los Estados Unidos fueron a menudo denominados con nombres que se acompañaban de nose art, por ejemplo, «Thor», «Azrael-Ángel de la Muerte», «Jinete fantasma», «Señor de la guerra» y «El árbitro». La insignia no oficial de un esqueleto volador con una ametralladora Minigun también se aplicó a muchos aviones hasta el final de la guerra, y más tarde fue adoptada oficialmente.
El nose art experimentó otro renacimiento durante la Guerra del Golfo y se ha vuelto más común desde que comenzó la Operación Libertad Duradera y la Guerra de Irak. Muchos equipos están fusionando trabajos artísticos como parte de patrones de camuflaje. La Fuerza Aérea de los Estados Unidos autorizó extraoficialmente el regreso de la pin-up (aunque completamente vestida) con el Mando Aéreo Estratégico que permitía el nose art en su fuerza de bombarderos en los últimos años del Mando. Se alentó continuar el uso de nombres históricos como «Memphis Belle».

## Variaciones regionales
Las fuentes de inspiración para el nose art estadounidense fueron variadas, desde pin-ups como Rita Hayworth y Betty Grable y personajes de dibujos animados como el Pato Donald, Bugs Bunny y Popeye hasta personajes patrióticos (Yankee Doodle) y héroes ficticios (Sam Spade). Símbolos de la suerte como los dados y naipes también inspiraron el nose art, junto con referencias a la mortalidad como La Parca. Los cartoons y pin-ups eran los más populares entre los artistas estadounidenses, pero otros trabajos incluían animales, sobrenombres, ciudades natales y canciones populares y títulos de películas. El nose art y las consignas imponían desprecio al enemigo, especialmente a los líderes enemigos.
Cuanto más lejos estaban los aviones y la tripulación del cuartel general o de la opinión pública, el arte tendía a ser más irreverente. Por ejemplo, la desnudez era más común en el nose art de aviones que operaban en el Pacífico que en aviones que operaban en Europa.

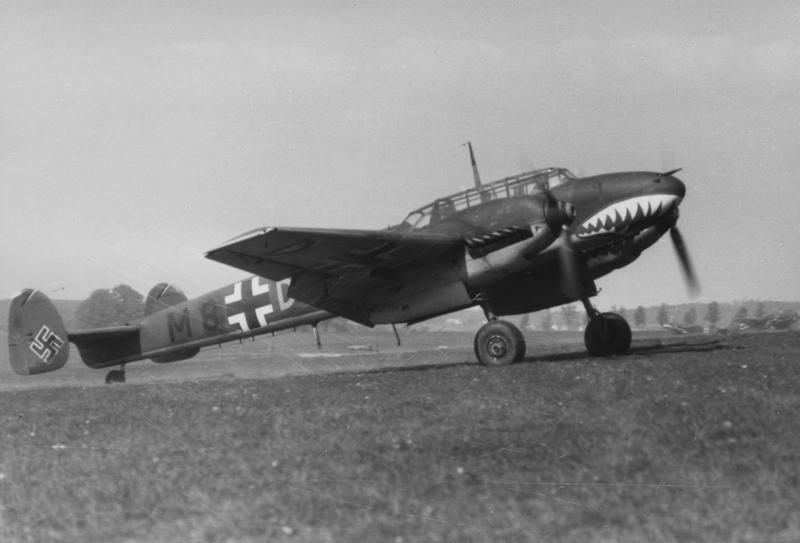
Me 110C del Zerstörergeschwader 76 con "boca de tiburón", mayo de 1940.

Los aviones de la Luftwaffe a menudo no mostraban nose art, pero había excepciones. Por ejemplo, durante la Guerra Civil Española, Mickey Mouse adornó un Bf-109 de la Legión Cóndor y un Ju-87A fue decorado con un gran cerdo dentro de un círculo blanco durante el mismo período. En el JG 26, a mediados de 1941, el Bf-109E-3 de Adolf Galland también tenía una representación de Mickey Mouse, con un teléfono candelabro en sus manos. Un Ju-87B-1 (Geschwaderkennung, número de matrícula S2+AC) del Stab II/St. G 77, pilotado por el Mayor Alfons Orthofer y con base en Breslau-Schöngarten (hoy Aeropuerto de Breslavia-Copérnico) durante la invasión de Polonia, fue pintado con la boca de un tiburón, y algunos Bf-110 fueron decorados con cabezas de lobo enfurecidas, (como aquellos del SKG 210 y el ZG 1), o como en el caso del ZG 76, las mismas bocas de tiburón que inspiraron al Escuadrón 112 de la RAF y a su vez a los Tigres Voladores en China, en sus morros o en las cubiertas de sus motores. Otro ejemplo fue el Bf-109G-14 de Erich Hartmann, “Lumpi”, con cabeza de águila. El escudo del Jagdgeschwader 54 (Ala de caza 54) era conocido como los Grünherz (‘Corazones verdes’) por su emblema del fuselaje, un gran corazón verde. El Geschwader se formó originalmente en Turingia, apodado “el corazón verde de Alemania”. Tal vez el nose art más llamativo de la Luftwaffe fue la insignia de la serpiente roja y blanca que recorría todo el fuselaje de ciertos Ju 87 Stuka que servían con el II Gruppe, y especialmente con el 6.° Staffel de StG 2 en África del Norte (foto 1, foto 2, foto 3), el único trabajo artístico conocido en un avión de combate volado por el Eje que podría haber rivalizado con el del B-24 “El dragón y su cola”. 
La Fuerza Aérea Soviética también decoró sus aviones con imágenes históricas, bestias míticas y lemas patrióticos.
La actitud de la Fuerza Aérea Finlandesa hacia el nose art variaba según la unidad. Algunas unidades lo prohibían, mientras que otras lo toleraban. Generalmente, el nose art de la Fuerza Aérea Finlandesa era humorístico o satírico, como el “Stalin con cuernos” en el Curtiss P-36 del Mayor Maunula.
La Fuerza Aérea de Autodefensa de Japón ha adornado a los aviones de combate con personajes de temática Valquiria llamados Mystic Eagle y Shooting Eagle.
A partir de 2011, la Fuerza Terrestre de Autodefensa de Japón cuenta con helicópteros antitanque AH-1S Cobra y helicópteros de observación Kawasaki OH-1 llamados Ita-Cobra e Ita-Omega respectivamente, decorados con el tema de las 4 hermanas Kisarazu (木更津) (Akane (木更津茜), Aoi (木更津葵), Wakana (木更津若菜), Yuzu (木更津柚子)). El Aoi-chan apareció por primera vez en 2011, seguido por las otras tres hermanas en 2012.
Se ha sabido que las Fuerzas Canadienses tenían nose art en los helicópteros CH-47D Chinook y CH-146 Griffon en Afganistán.

## Arte similar
Diseños similares al nose art de la aviación se podían encontrar durante la Segunda Guerra Mundial en algunas lanchas torpederas británicas y submarinos alemanes y estadounidenses.
|                                                                                             |
| Lanchas Motor Torpedo Boat de la Royal Navy, decoradas con bocas de tiburón, junio de 1944. |

|                                                                           |
| Un minisubmarino alemán Biber capturado con un diseño de boca de tiburón. |

| |
| El USS Torsk, un submarino de la Segunda Guerra Mundial, ahora uno de los barcos históricos en Baltimore. |

## Prohibiciones
El Ministerio de Defensa británico prohibió el uso de mujeres pin-up en el nose art en aviones de la Fuerza Aérea Real en 2007, ya que los comandantes decidieron que las imágenes (muchas de las cuales contenían mujeres desnudas) eran inapropiadas y potencialmente ofensivas para el personal femenino, aunque no hubo quejas documentadas.
En 1993, el Comando de Movilidad Aérea de la Fuerza Aérea de los Estados Unidos ordenó que todo el nose art fuera neutral en cuanto al género.

## Galería
|                                                               |
| Bombardero B-24 representando un pin-up «Bonnie», hacia 1945. |

|                                                                      |
| Cazas P-40 en una base estadounidense avanzada en China, hacia 1943. |

|                                                                  |
| Pima Air & Space Museum, Tucson, Arizona, 22 de febrero de 2011. |

|                                                                 |
| Estación Aérea Naval, Sigonella, Italia, 12 de octubre de 2001. |

|                                                                  |
| Castle Air Museum, Atwater, California, 5 de septiembre de 2010. |

|                                     |
| EA-6B Prowler, 2 de agosto de 2008. |

|                                                                    |
| Base de la Fuerza Aérea de Marzo, California, 16 de junio de 1988. |

|                                                                  |
| Pima Air & Space Museum, Tucson, Arizona, 22 de febrero de 2011. |

|                                 |
| Aeropuerto de Tür Allgäu, 2008. |

|                                                               |
| Reapertura del Museo del Aire de Lisboa, 29 de junio de 2012. |

|                                                   |
| Nose art «Butterfly Baby» en el B-29, hacia 1947. |

|                                                                          |
| B-24 Liberator «Mabel's Labels» en Airplane Graveyard, Kingman, Arizona. |

|                                               |
| Douglas B-26C «Invader», 13 de marzo de 2007. |

|                                          |
| A-10 Thunderbolt II, 5 de enero de 1987. |

|                                      |
| Nose art en un B-17 Flying Fortress. |